# Оролик
Оролик је село у западном Срему, у саставу општине Стари Јанковци, Вуковарско-сремска жупанија, Република Хрватска.

## Историја
Православна црква (дрвена) посвећена светим апостолима Петру и Павлу је саграђена 1748. године. 21. јуна 1762. ју је освештао владика Партеније. Нова зидана црква је на истом месту изграђена 1793. Католици су изградили своју цркву 1877., а до тада су спадали под жупу у Берку. Године 1733. Оролик (Оролић) је имао 8, а 1734. године 12 српских кућа. Године 1756. је бројао 20 кућа, 1766. 38, 1774. 58; 1791. 51 кућу са 329 становника. Године 1810. је имао већ 70 кућа, а 1808. 306 становника. У месту је 1847. године записано да живи 333 православна Срба. Двадесет година касније, 1867. ту их живи много више — 445 душа.
Делови села познати као Шандор и Грабик су записани у издању САНУ, са позивом на 1736. годину. Атари Оролика познати 1736. године су били: Пактови, Живице, Крчевине, Јакошевци, Јауково, Дубраве, Градина, Сегет, Карашево, Ада, Извор Св. Јован Зелени, поток Савак и др.
Оролик је у ФНРЈ припадао општини Вуковар, а од 1965. године, када су успостављење административне границе па до успостављања нове територијалне организације у Хрватској, Оролик је припадао бившој општини Винковци. Од тада се број Срба као и укупан број становника у Оролику драстично смањује.

## Становништво
На попису становништва 2011. године, Оролик је имао 512 становника.

## Попис 1991.
На попису становништва 1991. године, насељено место Оролик је имало 864 становника, следећег националног састава:
| Попис 1991.‍  | Попис 1991.‍  | Попис 1991.‍ | Попис 1991.‍ | Попис 1991.‍ |
| ------------ | ------------ | ----------- | ----------- | ----------- |
|              |              |             |             |             |
| Срби         | Срби         |             | 593         | 68,63%      |
| Хрвати       | Хрвати       |             | 215         | 24,88%      |
| Југословени  | Југословени  |             | 27          | 3,12%       |
| Украјинци    | Украјинци    |             | 11          | 1,27%       |
| Мађари       | Мађари       |             | 5           | 0,57%       |
| Македонци    | Македонци    |             | 2           | 0,23%       |
| Немци        | Немци        |             | 1           | 0,11%       |
| остали       | остали       |             | 1           | 0,11%       |
| неопредељени | неопредељени |             | 9           | 1,04%       |
| укупно: 864  |              |             |             |             |

### Знамените личности
Глиша Бабовић, српски књижевник и свештеник.